# Panchakanya (Ilam)
Panchakanya – gaun wikas samiti we wschodniej części Nepalu w strefie Meći w dystrykcie Ilam. Według nepalskiego spisu powszechnego z 2001 roku liczył on 1649 gospodarstw domowych i 8148 mieszkańców (4108 kobiet i 4040 mężczyzn).